# 고든 핀센트
고든 에드워드 핀센트(영어: Gordon Edward Pinsent, 1930년 7월 12일 ~ 2023년 2월 25일)는 캐나다의 배우, 작가, 감독, 가수이다.

## 출연 작품

### 영화
- 투 러버스 앤 베어 (2016년) - 곰 목소리 역
- 그랜드 시덕션 (2013년)
- 섹스 애프터 키즈 (2013년)
- 플라이트 오브 더 버터플라이즈 (2012년)
- 인생은 나를 무섭게 할 수 없어 (2012년)
- 척추신경증 (2009년)
- 앳 홈 바이 마이셀프...위드 유 (2009년)
- 어웨이 프롬 허 (2006년) - 그랜트 역
- 엠블런스 걸 (2005년)
- 굿 쉐퍼드 (2004년)
- 리틀 러너 (2004년) - 핏즈파트릭 신부 역
- 스노우 온 더 스켈리턴 키 (2003년)
- 섀터드 시티: 핼러팩스 폭발 (2003년)
- 낫씽 (2003년)
- 위 스탠드 온 가드 (2001년)
- 쉬핑 뉴스 (2001년)
- 노인과 바다 (1999년)
- 말괄량이 삐삐 (1997년)
- 핑크빛 살인 (1995, A Vow to Kill)
- 맥가이버의 사랑과 욕망 (1992년)
- 브라큐라 (1972년)
- 콜로서스 (1970년)
- 토마스 크라운 어페어 (1968년)

### 텔레비전
- 대지의 기둥 (2010년)
- 리퍼블릭 오브 도일